# Moby Gum
Il Moby Gum è stata una nave traghetto impiegata con questo nome dalla compagnia di navigazione Moby Lines dal 1998 al 2003.

## Servizio
Varata il 2 agosto 1969 dal cantiere Breda di Marghera con il nome di Freccia Rossa per la compagnia italiana  GrandFerry, entra in servizio nel marzo dello stesso anno sui collegamenti tra Genova e Palermo sotto le insegne della succursale SicilFerry.
Dal 6 novembre 1976 al dicembre dello stesso anno viene sottoposta a un intervento di allungamento nel cantiere navale Trej Maj di Fiume, venendo allungata di circa trenta metri ed aumentando la capacità di carico dei veicoli da 143 a 200.
Noleggiata alle Linee Canguro per un collegamento merci con Gedda, fu poi inserita sulla rotta Livorno - Palermo.
Nel 1983 si decise di impiegare la nave sulla linea Genova - Porto Torres, nel periodo estivo; furono quindi aumentate le sistemazioni per i passeggeri. Da questo momento in poi, la nave fu utilizzata in estate per collegare Genova e Porto Torres o Livorno e Palermo. 
Nel 1997 fu spostata sui collegamenti tra Genova, Livorno, Palermo, Tunisi e La Valletta fino al 14 gennaio 1998, quando giunta a Malta da Genova alle 6:05, rimase in disarmo fino al 16 febbraio, rientrando in linea per sostituire il gemello Freccia Blu, momentaneamente noleggiato per un viaggio da La Spezia alla Norvegia, sulla La Valletta-Tunisi.
Il 4 aprile 1998 giunge a Genova alle 7:05 circa, completando l'ultimo viaggio per conto della SicilFerry e partendo l'8 aprile alle 14:30 per Livorno al rimorchio del rimorchiatore Silvia Onorato, dove viene posta in disarmo.
Nel 1998, con l'acquisizione di GrandFerry da parte della nuova Grimaldi Lines, a differenza del Freccia Blu non passa alla nuova compagnia, venendo quindi venduta nell'aprile dello stesso anno alla Rimorchiatori Sardi (di proprietà della Moby Lines) e ribattezzata Moby Gum. 
Il 2 giugno 1998  entra in servizio sulla linea estiva Livorno-Olbia
In servizio fino al 2003, viene disarmata a Livorno e successivamente venduta per la demolizione, intraprendendo il suo ultimo viaggio con il nome troncato in Moby G. e con bandiera nordcoreana, venendo spiaggiata a Mumbai il 30 marzo 2004.

## Navi gemelle
- Freccia Blu